# チャールズ・ジョンソン (格闘家)
チャールズ・ジョンソン（Charles Johnson、1991年1月10日 - ）は、アメリカ合衆国の男性総合格闘家。カンザス州トピカ出身。ムルシエラゴMMA所属。UFC世界フライ級ランキング15位。元LFAフライ級王者。

## 来歴
カンザス州トピカで生まれ、4歳の時にミズーリ州セントルイスへ移住した。高校時代にはレスリング、クロスカントリー、長距離走、短距離走で州代表に選出され、アメリカンフットボールでは州選手権に出場するなど活躍した。2016年にプロ総合格闘技デビュー。

### LFA
2021年7月2日、LFA 110のLFAフライ級暫定王座決定戦で堀内佑馬と対戦し、2-1の5R判定勝ち。王座獲得に成功した。
2021年8月27日、LFA 114のLFAフライ級タイトルマッチで挑戦者ホアン・カミーロと対戦し、パウンドで2RTKO勝ち。暫定王座の初防衛に成功し、試合後に正規王者ビクター・アルタミラノのUFC移籍によりジョンソンが正規王座に認定された。
2021年1月21日、LFA 122のLFAフライ級タイトルマッチで挑戦者カルロス・モタと対戦し、激闘を繰り広げ、5Rに右ストレートでTKO勝ち。王座の初防衛に成功した。

### UFC
2022年7月23日、UFC初参戦となったUFC Fight Night: Blaydes vs. Aspinallでムハンマド・モカエフと対戦し、0-3の判定負け。
2024年2月3日、UFC Fight Night: Dolidze vs. Imavovでアザト・マクスムと対戦し、3-0の判定勝ち。ファイト・オブ・ザ・ナイトを受賞した。
2024年7月13日、UFC on ESPN: Namajunas vs. Cortezでジョシュア・ヴァンと対戦し、右フックを効かせ追撃の右アッパーで3RKO勝ち。パフォーマンス・オブ・ザ・ナイトを受賞した。

## 戦績

### 総合格闘技
| 総合格闘技 戦績 | 総合格闘技 戦績 | 総合格闘技 戦績 | 総合格闘技 戦績 | 総合格闘技 戦績 | 総合格闘技 戦績 | 総合格闘技 戦績 |
| --------------- | --------------- | --------------- | --------------- | --------------- | --------------- | --------------- |
| 24 試合         | (T)KO           | 一本            | 判定            | その他          | 引き分け        | 無効試合        |
| 17 勝           | 7               | 3               | 7               | 0               | 0               | 0               |
| 7 敗            | 0               | 0               | 7               | 0               | 0               | 0               |

| 勝敗 | 対戦相手                   | 試合結果                    | 大会名                                                      | 開催年月日     |
|      | ロニー・カヴァナ           | 試合前                      | UFC Fight Night: Walker vs. Mingyang                        | 2025年8月23日  |
| ×    | ラマザン・テミロフ         | 5分3R終了 判定0-3           | UFC Fight Night: Kape vs. Almabayev                         | 2025年3月1日   |
| ○    | ス・ムダルジ               | 5分3R終了 判定3-0           | UFC Fight Night: Hernandez vs. Pereira                      | 2024年10月19日 |
| ○    | ジョシュア・ヴァン         | 3R 0:20 KO（右アッパー）    | UFC on ESPN 59: Namajunas vs. Cortez                        | 2024年7月13日  |
| ○    | ジェイク・ハドリー         | 5分3R終了 判定3-0           | UFC on ESPN 56: Lewis vs. Nascimento                        | 2024年5月11日  |
| ○    | アザト・マクスム           | 5分3R終了 判定3-0           | UFC Fight Night: Dolidze vs. Imavov                         | 2024年2月3日   |
| ×    | ハファエル・エステバム     | 5分3R終了 判定0-3           | UFC Fight Night: Allen vs. Craig                            | 2023年11月18日 |
| ×    | コーディ・ダーデン         | 5分3R終了 判定0-3           | UFC on ESPN 45: Song vs. Simón                              | 2023年4月29日  |
| ×    | オデー・オズボーン         | 5分3R終了 判定1-2           | UFC Fight Night: Muniz vs. Allen                            | 2023年2月25日  |
| ○    | ジミー・フリック           | 1R 4:33 TKO（パウンド）     | UFC Fight Night: Strickland vs. Imavov                      | 2023年1月14日  |
| ○    | ジャルガス・ジュマグロフ   | 5分3R終了 判定2-1           | UFC Fight Night: Nzechukwu vs. Cuțelaba                     | 2022年11月19日 |
| ×    | ムハンマド・モカエフ       | 5分3R終了 判定0-3           | UFC Fight Night: Blaydes vs. Aspinall                       | 2022年7月23日  |
| ○    | カルロス・モタ             | 5R 0:45 TKO（右ストレート） | LFA 122: Johnson vs. Mota 【LFAフライ級タイトルマッチ】     | 2022年1月21日  |
| ○    | ホアン・カミーロ           | 2R 4:07 TKO（パウンド）     | LFA 114: Souza vs. Garcia 【LFAフライ級暫定タイトルマッチ】 | 2021年8月27日  |
| ○    | 堀内佑馬                   | 5分5R終了 判定2-1           | LFA 110: Johnson vs. Horiuchi 【LFAフライ級暫定王座決定戦】 | 2021年7月2日   |
| ○    | カーリー・パンギリナン     | 2R 1:41 アナコンダチョーク  | LFA 100: Altamirano vs. Smith                               | 2021年2月19日  |
| ×    | ブランドン・ロイバル       | 5分3R終了 判定0-3           | LFA 48: Stots vs. Lilley                                    | 2018年9月7日   |
| ○    | アンドリュー・キンジー     | 1R 1:41 TKO（パンチ連打）   | LFA 42: Krantz vs. Kayne                                    | 2018年6月8日   |
| ×    | ショーン・サンテラ         | 5分3R終了 判定0-3           | PA Cage Fight 31                                            | 2018年3月31日  |
| ○    | マーク・トンワン           | 1R 3:20 ブラボーチョーク    | EFL: Elite Fight League                                     | 2018年1月20日  |
| ○    | ジェレマイア・カラム       | 5分3R終了 判定2-1           | LFA 21: Noblitt vs. Branjao                                 | 2017年9月1日   |
| ○    | マイケル・グレイブス       | 5分3R終了 判定3-0           | Gateway Fighting Series 9: Inferno                          | 2017年6月23日  |
| ○    | レイ・アラード             | 2R 2:20 キムラロック        | FHMMA: Fight Hard MMA                                       | 2017年1月7日   |
| ○    | アレックス・スティーブンス | 1R TKO（ギブアップ）        | True Revelation MMA 31                                      | 2016年10月15日 |
| ○    | オースティン・リード       | 2R 2:30 TKO（パンチ連打）   | TBC: Ultimate Blue Corner Battles                           | 2016年6月3日   |

## 獲得タイトル
- MFLアマチュアフライ級王座（2015年）
- LFAフライ級暫定王座（2021年）
- 第7代LFAフライ級王座（2021年）

## 表彰
- UFC パフォーマンス・オブ・ザ・ナイト（1回）
- UFC ファイト・オブ・ザ・ナイト（1回）